# Ce n'est pas à l'église qu'on nous mariait
Pour plus de détails, voir Fiche technique et Distribution.
Ce n'est pas à l'église qu'on nous mariait (Нас венчали не в церкви) est un film soviétique réalisé par Boris Tokarev, sorti en 1982,.

## Fiche technique
- Titre : Ce n'est pas à l'église qu'on nous mariait
- Réalisation : Boris Tokarev
- Scénario : Natan Eïdelman, Alexandre Svobodine
- Photographie : Nikolaï Nemoliaïev
- Musique : Isaak Chvarts
- Décors : Leonid Svinitski, Z. Markelova
- Montage : Valentina Koulaguina
- Production : Mosfilm
- Pays : URSS
- Genre : mélodrame
- Durée : 87 minutes
- Sortie : 1982

## Distribution
- Alexandre Galibine :  Sergueï Sinegoub, populiste révolutionnaire
- Natalia Vavilova : Larissa Chemodanova, la fille de prêtre
- Piotr Veliaminov : père Vassili
- Lioudmila Gladounko : Anna Kouvchinskaïa
- Alexeï Jarkov : Ivan Fedorovitch, juge
- Galina Polskikh : épouse de père Vassili
- Gueorgui Bourkov : paysan